# MoWaS

Logo

Das MoWaS (Modulares Warnsystem) ist ein vom Bundesamt für Bevölkerungsschutz und Katastrophenhilfe (BBK) entwickeltes System zur Warnung der Bevölkerung in Deutschland für Zivilschutzlagen, das den Ländern zugleich zur Warnung vor Katastrophen zur Verfügung steht.
Mit ihm können Behörden des Bundes und der Länder Warnungen ausgeben, die durch Medien, Behörden und weitere Warnkanäle an die Bevölkerung gelangen. MoWaS ist neben den Dienststellen des BBK in allen Lagezentren der Landesregierungen und deren Redundanzstandorten sowie in allen Integrierten Leitstellen in Nordrhein-Westfalen, Brandenburg und Schleswig-Holstein verfügbar. Darüber hinaus sind 239 webbasierte Zugänge für autorisierte Stellen (Leitstellen, Katastrophenschutzbehörden, Dienststellen) verfügbar.

## Geschichte
Bund und Länder hatten sich im Jahr 1992 geeinigt, die Bevölkerung nicht mehr mit Sirenen, sondern per Rundfunk zu warnen. Bis zu diesem Zeitpunkt gab es in Deutschland fast 100.000 Sirenen. Diese wurden zum Teil abgebaut, zum Teil wurden sie von den Gemeinden übernommen, die diese z. B. zur Alarmierung von Freiwilligen Feuerwehren nutzen. Da hierdurch keine Möglichkeit mehr bestand, die Bevölkerung in sehr enger zeitlicher Folge vor Gefahren zu warnen, wurde nach Lösungsmöglichkeiten gesucht.
Als zukunftsfähige und sichere Alternative zu den Sirenen wurde vom Bund daraufhin ein satellitengestütztes Warnsystem unter dem Namen SatWaS geplant und aufgebaut. Die erste Aufbauphase konnte im Oktober 2001 abgeschlossen werden. Seitdem ist das Lagezentrum des BMI mit Sendeeinrichtungen und die dezentralen Lagezentren der Innenministerien der Länder mit Empfangseinrichtungen ausgestattet, damit diese über die jeweils veranlassten Warnhinweise unterrichtet sind. Im Gegensatz zu den jeweiligen Behörden, konnten bei den Medien aufgrund der bereits vorhandenen Satellitenempfangstechnik die Investitionskosten stark begrenzt werden.
Bis Ende 2002 wurden in einer weiteren Ausbauphase Lagezentren der Innenministerien der Länder ebenfalls mit Sendesystemen ausgestattet, damit sie ihrerseits in der Lage sind, amtliche Gefahrendurchsagen für ihre Landesbereiche an den Rundfunk weiterzugeben. Am 1. Februar 2009 ersetzte die „Vereinbarung der Innenminister und -senatoren des Bundes und der Länder und der in der ARD zusammengeschlossenen Rundfunkanstalten sowie des DeutschlandRadio über amtliche Gefahrendurchsagen und Gefahrenmitteilungen über das Satellitengestützte Warnsystem des Bundes (SatWaS) zur Warnung und Information der Bevölkerung bei vorliegenden oder drohenden Gefahren bei Katastrophen und im Verteidigungsfall sowie bei anderen erheblichen Gefahren für die öffentliche Sicherheit“ die vorherige Vereinbarung von 1992.
Am 21. Oktober 2011 wurde der Auftrag vergeben, das satellitengestützte Warnsystems (SatWaS) zum Modularen Warnsystem (MoWaS) zu modifizieren.

## Zweck und Funktion
Für die flächendeckende Warnung der Bevölkerung im Verteidigungsfall ist der Bund zuständig. Er ließ MoWaS entwickeln und installieren. Über MoWaS kann ein im Bevölkerungsschutz Verantwortlicher die in seinem Zuständigkeitsbereich verfügbaren Warnmittel in einem Arbeitsgang auslösen. In MoWaS werden Warnmeldungen mit Handlungsempfehlungen für die Betroffenen ergänzt.
MoWaS kann einzelne Meldungen zeitgleich deutschlandweit an alle angeschlossenen Rundfunkanstalten und andere Medien übertragen. Meldungen können in verschiedenen Warnstufen übertragen werden. Warnungen der Warnstufe 1 enthalten insbesondere die Aufforderung an die Redakteure, die laufende Sendung zu unterbrechen und den Text der Warndurchsage sofort über den Sender weiterzugeben und regelmäßig zu wiederholen, solange keine Entwarnung oder andere Anweisungen gegeben wurden.
MoWaS beinhaltet neben der Warnfunktion ein hoch verfügbares Textkommunikationssystem, mit dem zwischen den MoWaS-Stationen Nachrichten ausgetauscht werden können. Dieser Kommunikationsweg zwischen allen MoWaS-Vollstationen erfolgt über die Satellitenverbindung und funktioniert damit auch bei Ausfall terrestrischer Nachrichtenverbindungen.
Der Bund stellt MoWaS den Ländern zu Zwecken des Katastrophenschutzes zur Mitnutzung zur Verfügung. Dies dient zum einen dem wirtschaftlichen Einsatz von Haushaltsmitteln, aber auch zur Etablierung des Warnsystems bei der Bevölkerung. Von der Mitnutzungsmöglichkeit machen alle 16 Bundesländer Gebrauch. Darüber hinaus nutzt der Deutsche Wetterdienst MoWaS zur Übermittlung von Warnungen vor extremen Unwetterereignissen an die Medien.

## Empfänger und Anwendungsfälle

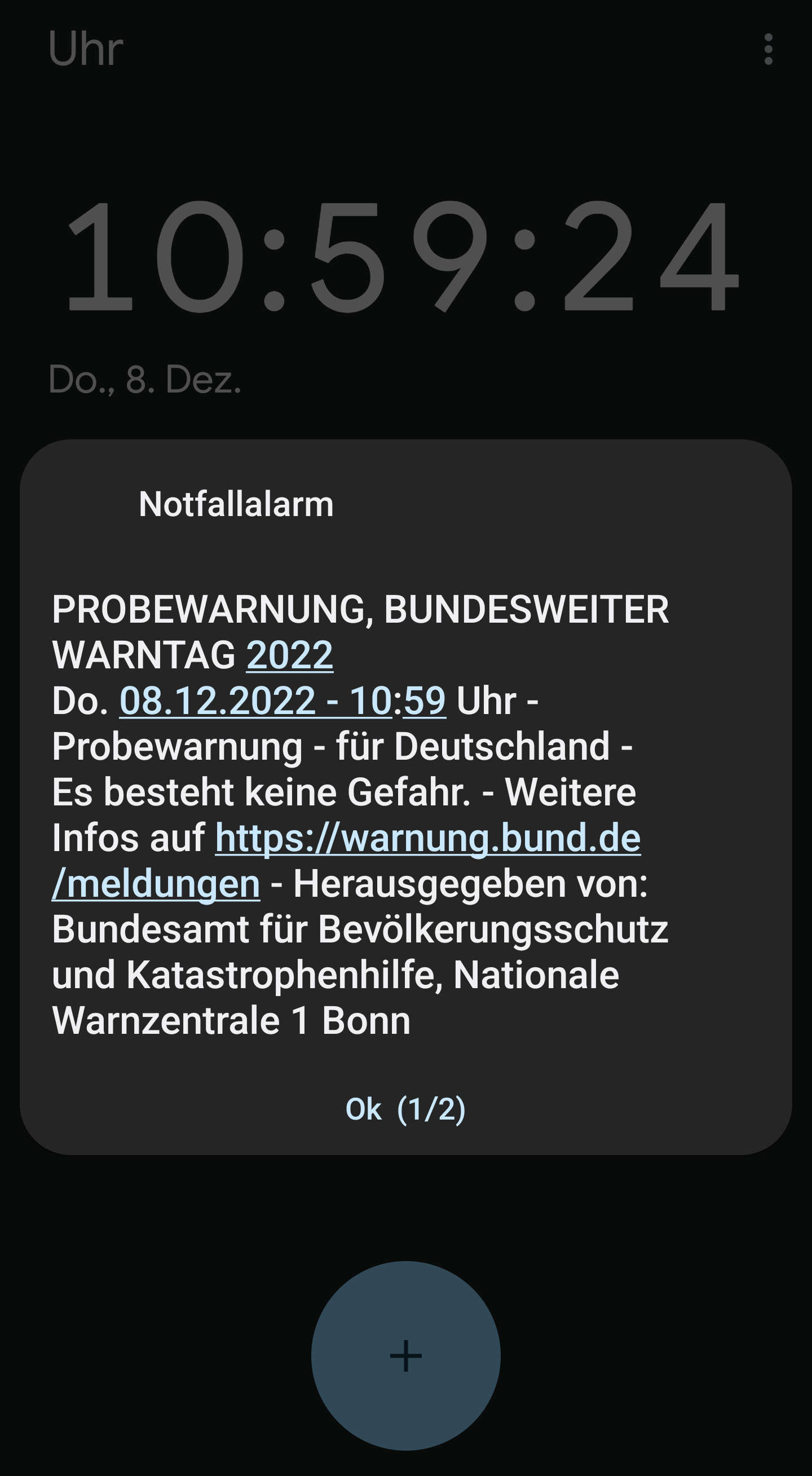
Beispiel eines Anwendungsfalles: Benachrichtigung mittels eines Notfallalarmes über MoWas (hier eines Probealarms)

Die schnelle Übermittlung von Gefahrendurchsagen wird durch eine Vielzahl von Warnmultiplikatoren und Warnmitteln gewährleistet:
- alle öffentlich-rechtliche Rundfunkanstalten
- private Rundfunkbetreiber
- EWF-Ausstrahlungen über DAB+
- Nachrichtenagenturen: dpa, AFP, dts Nachrichtenagentur[4]
- Stadtwerbetafeln der Firmen Ströer Media und Wall GmbH[5],
- Mobilfunknetzbetreiber Telekom Deutschland GmbH[6], Vodafone GmbH[7], Telefónica Germany GmbH & Co. OHG[8], 1&1 Telecommunication SE[9][10]
- Konzernlagezentrum der Deutschen Bahn AG (Durchsagen an Bahnhöfen und in Zügen[11])
- Warnungsportal des BBK mit allen laufenden Warnmeldungen[12]
- Warn-App NINA des BBK, BIWAPP (Warn-App der Firma Marktplatz GmbH), die App KATWARN der Combirisk GmbH und andere Warnapps
- Ab 2023: DE-Alert, Handywarnungen per Cell Broadcast

Bis auf (im gewissen Maße) bei der Bahn, ist ein bewusstes Holen der Nachrichten erforderlich. Weil vielerorts die Sirenen außer Betrieb gesetzt oder abgebaut wurden, fiel eine flächendeckende Alarmierungsmöglichkeit weg. Aus diesem Grunde wurde ein System entwickelt, welches als Signalgeber die Signalhupen parkender Autos aktiviert, um einen „Weckeffekt“  zu erzielen. Es wurde im Jahr 2014 vorgestellt, aber noch nicht implementiert.
Des Weiteren wäre ein Weckeffekt über Funkuhren („DCF77-Alarmierung“) möglich: Im Zeitsignal vom Zeitsender DCF77 stehen Sendekapazitäten zur Verfügung, die nicht unmittelbar zur Zeitinformation benötigt werden.
Derzeit setzt sich allerdings in vielen Städten und Kreisen wieder die Sirene als das Alarmierungsmittel mit dem besten Weckeffekt durch. Vielerorts wurde das System wieder aufgebaut bzw. modernisiert. Die Anbindung von Sirenen an MoWaS ist gegenwärtig in der Realisierung. Auch ein Empfangsmodul für Haushaltsrauchmelder wurde entwickelt.
In einem durch die EU geförderten und durch den Bund und die Länder kofinanzierten Projekt wird der Themenkomplex „Warnung der Bevölkerung“ und insbesondere das Modulare Warnsystem weiterentwickelt. Hierzu gehörten unter anderem die MoWaS-Version (2.0) sowie ein internetbasiertes Portal, über das berechtigte Stellen Warnmeldungen an die MoWaS-Vollstationen übermitteln und die Warn-App NINA des BBK auslösen konnten.
Erster praktischer Anwendungsfall von MoWaS war im Dezember 2013 der Orkan Xaver. Im Jahr 2017 wurden über MoWaS 250 Warnmeldungen versandt. Im Jahr 2018 waren es über 850 Warnmeldungen. Im Jahr 2023 waren es 1.637 Warnmeldungen.

## Anschluss der Rundfunk- und Telemedienanbieter
Grundlage für die Zusammenarbeit zwischen dem Bund, den Ländern und den Rundfunkveranstaltern ist eine staatsvertragliche Regelung aus dem Jahr 2009. Der Bund und die Länder greifen für die Warnmeldungen gegenüber den Rundfunkanbietern auf das Verlautbarungsrecht nach Rundfunk- und Telemedienstaatsvertrag sowie den Landesmediengesetzen und dem ZDF-Staatsvertrag zurück.